# New ポケモンスナップ
『New ポケモンスナップ』（ニュー ポケモンスナップ、New Pokémon Snap）は、バンダイナムコスタジオ（BNSI）が開発し2021年4月30日に株式会社ポケモンから発売されたNintendo Switch用ゲームソフト。

## 概要
1999年に発売されたNINTENDO 64用ソフト『ポケモンスナップ』のシステムをベースとした完全新作にして続編。『ポケットモンスター』のスピンオフゲームをBNSIが手掛けるのは親会社バンダイナムコエンターテインメント（BNEI）制作の『ポッ拳 POKKÉN TOURNAMENT』以来2作目かつ初の単独開発。
登場ポケモンは『ソード・シールド』までに登場した200匹以上。また、本作に登場するポケモンの鳴き声はピカチュウ以外は実在の動物のような鳴き声を発している。
2020年6月17日に配信された新作発表会「Pokémon Presents」において、本作を開発中であることが発表され、2021年1月14日に発売日が発表された。
未開の地「レンティル地方」を舞台に、ポケモンの生態やこの地方独自の現象「イルミナ現象」の調査を進めていく。ポッド型の乗り物「ネオワン号」に乗り込み、ポケモンの写真を撮影していく。

## 登場人物
主人公
本作の主人公。カガミ博士からの依頼を受け、野生ポケモンの撮影をして、ポケモンの生態調査をしていく。物語開始前に性別と髪・肌の色を選択できる。名前は初期でNintendo Switchのユーザー名が読み込まれる。
カガミ博士
声 - 置鮎龍太郎
レンティル地方にある「レンティル ポケモン自然科学研究所」でポケモンの生態を調査をしている博士。
リタ
声 - 沼倉愛美
カガミ博士の助手。主人公に様々なアドバイスをしてくれる。
トオル
声 - 山口勝平
プロのポケモン写真家。カガミ博士の友人として研究に協力している。前作『ポケモンスナップ』の主人公。
フィル
声 - 小市眞琴
トオルの一番弟子で、師匠と共にレンティル地方を訪れ、主人公の調査隊に参加した。主人公をライバル視しており、何かと突っかかってくることもある。

## 世界観
本作の舞台は環境が異なる複数の群島で構成された「レンティル地方」。島ごとに生息するポケモンは全く異なり、各島に古代遺跡が存在する。レンティル地方の大地には「イルミナフォース」というエネルギーが流れており、このエネルギーによってポケモンが活発化し発光することを「イルミナ現象」と呼ぶ。約2000年前にテルル隕石と呼ばれる隕石が落下した際、イルミナフォースの影響を受けたイルミナポケモン達がレンティル地方を守ったとされている。
フロレオ島
フロレオ自然公園
大きな湖や花畑が広がる自然公園。コースは昼と夜、イルミナスポットの3種類で、イルミナスポットの花畑にはイルミナポケモンのメガニウムが出現する。クリア後には幻のポケモン・シェイミが出現する。
レンティル ポケモン自然科学研究所
カガミ博士が所長を務める研究所。本作での活動拠点であり、撮影コース「ベースキャンプ」として写真を撮ることもできる。コースはベースキャンプの入り口と研究所前からスタートする2種類のルートがあり、途中で研究所内に分岐するルートもある。
カクレ抜け道
無料アップデートで追加されたエリア。小型したゼロワン号でフロレオ自然公園のさらに奥を探索する。コースは昼と夜の2種類。
ベラス島
ミッケジャングル
草木が茂る熱帯のジャングルで、沼地から古代遺跡を通り滝壺があるエリアへと進んでいく。沼地と滝壺ではルートが分岐する。クリア後には幻のポケモン・ミュウが出現する。
トキシキの森
深い霧に覆われた樹海の森で、4つの四季のエリアに分岐する。イルミナスポットの湖にはイルミナポケモンのミロカロスが出現する。クリア後には幻のポケモン・セレビィ（4体）が出現する。
ヨーヨーリバー
無料アップデートで追加されたエリア。急流が激しい川を下っていく。コースは昼と夜の2種類で、滝の奥側に分岐するルートもある。
ボルク島
ネッサ砂漠
広大な砂漠エリア。コースは昼と夜の2種類で、途中にはオアシスがある。
ドロー火山
噴火が激しい火山のエリア。内部の洞窟はマグマ地帯となっている。イルミナスポットの空洞にはイルミナポケモンのウルガモス（2体）が出現する。クリア後には伝説のポケモン・ホウオウが出現する。
カラリ荒野
無料アップデートで追加されたエリア。間欠泉や毒沼が広がる荒野。コースは昼と夜の2種類で、クリア後には幻のポケモン・ゼラオラが出現する。
コピア諸島
ニジイロビーチ
美しい浜辺のエリア。コースは昼と夜の2種類で、岩場ではルートが分岐する。
コピアリーフ
海面を進んでいくエリア。コースは昼と夕方の2種類で、渦潮付近ではルートが分岐する。クリア後には幻のポケモン・マナフィが出現する。
レンティル海床
サンゴ礁が広がる海中を進んでいくエリア。古代遺跡がある海底に分岐するルートもある。イルミナスポットの海底にはイルミナポケモンのヨワシが出現する。クリア後には伝説のポケモン・ルギアが出現する。
デュラス島
ヒエール雪原
一面雪に覆われた寒冷地帯のエリア。雪原を通り氷の洞窟や氷河へと進んでいく。コースは昼と夜の2種類で、雪の壁に隠された別のルートもある。クリア後には伝説のポケモン・スイクンが出現する。
ハナレ洞窟
薄暗い鍾乳洞のエリア。さらに奥へと進むと古代遺跡や多くの水晶が広がっている。イルミナスポットの洞窟にはイルミナポケモンのハガネールが出現する。クリア後には幻のポケモン・ディアンシーが出現する。
アウラム島
シューゴ遺跡
レンティル地方でも特に謎が多い古代遺跡のエリア。イルミナスポットの遺跡にはイルミナ現象の発祥となった伝説のポケモン・ゼルネアスが出現する。クリア後には幻のポケモン・ジラーチが出現する。

## 開発までの経緯
ポケモンスナップの新作の制作にあたり、任天堂ハードが更新されていくにつれて何度も企画は持ち上がっていたが、デジタルカメラ普及により「ただ写真を撮るだけのゲームがゲームとして成立するのか」という壁にぶち当たり中々開発にまでは至らなかった。そんな中、『ポッ拳』の制作にあたり、ディレクターの須崎春樹がやけに背景に凝っていたことにプロデューサーの石原恒和が着目し「須崎のチームならポケモンスナップの新作も制作出来る」と期待したことで、デベロッパーにBNSIが抜擢される。
開発にあたり、石原から具体的な指示や要望はなかったものの、本作の開発チームとオリジナル版『ポケモンスナップ』の開発メンバーとの話し合いの場を設けた。

## 評価
AUTOMATONのAyuo Kawaseは、大きなサプライズはないとしつつも、洗練されたシステムやオリジナル版の良さを生かした点を評価している。